# Бетмен: Темна перемога
«Бетмен: Темна перемога» (англ. Batman: Dark Victory) — обмежена серія коміксів з 14 випусків, видана DC Comics, за сценарієм Джефа Леба та малюнком Тіма Сейла. Історія є продовженням серії «Бетмен: Довгий Гелловін». 
Події серії відбуваються протягом третього/четвертого року діяльності Бетмена. Сюжет зосереджується на серії вбивств офіцерів поліції Ґотема, вчинених таємничим серійним вбивцею, відомим як Генгмен (Кат).

## Передмова
Сюжет зосереджується на серії вбивств співробітників поліції Ґотем-сіті таємничим серійним вбивцею, відомим тільки як Кат. Центральне місце сюжетної лінії займає територіальна війна між Дволиким і залишком банд Фальконе на чолі з Софією Фальконе.
Історія також переказує походження Робіна і його усиновлення Брюсом Вейном. Історія приносить закриття багатьом персонажам, представленим у «Бетмен: Рік перший» Френка Міллера.
У 2004 році Леб і Сел випустили продовження під назвою «Catwoman: When in Rome», зосередивши увагу на діях Жінки-кішки в Італії. Історія відбувається під час подій Темної Перемоги, між День святого Валентина (коли Жінка-кішка залишає Ґотем) і Днем подяки.